# Art Modell
Art Modell, né le 23 juin 1925 et mort le 6 septembre 2012, est un homme d'affaires et entrepreneur américain connu pour avoir été propriétaire d'une franchise de National Football League (NFL) pendant plus de quatre décennies. Après avoir pris les rênes de la franchise des Browns de Cleveland en 1961, il est populaire dans la région jusqu'à ce qu'il prenne la décision de délocaliser la franchise à Baltimore pour fonder les Ravens de Baltimore. Lié à obsolescence du Cleveland Stadium, le déménagement devient une controverse majeure de la ligue et de l'Ohio.
Pendant quatre décennies, Modell, qui a fait carrière dans la publicité, aide la ligue à négocier de lucratifs contrats avec les réseaux de télévision. Président de la NFL entre 1967 et 1969, il mène les négociations de la première convention négociée avec les joueurs en 1968. Finaliste du Pro Football Hall of Fame en 2001, il n'en fait pas partie à sa mort.